# NGC 225
Az NGC 225 egy nyílthalmaz a Cassiopeia (Kassziopeia) csillagképben.

## Felfedezése
Caroline Herschel fedezte fel 1784-ben miközben egy üstököst keresett az égbolton.

## Tudományos adatok
Vizuálisan körülbelül a mérete megegyezik az NGC 129 vizuális méretével.
Az NGC 225 nyílthalmaz 28 km/s sebességgel közeledik felénk.

## Megfigyelési lehetőség
Az amatőrcsillagászok egyik kedvence, mivel a 20 csillagának körülbelül a fele kis nagyítású távcsövekkel is jól látható.